# Évocations
Évocations opus 15 est un poème symphonique pour ténor, baryton, contralto, chœur mixte et orchestre d'Albert Roussel. 

## Présentation
Évocations est composé en 1910 et 1911, d'après les impressions de voyage d'Albert Roussel en Inde, à Ceylan et au Cambodge en 1909. Le compositeur précise ses intentions dans une lettre à G. Jean-Aubry datée du 18 mars 1910 : « Ce ne sera pas du tout de la musique extrême-orientale, mais simplement des sensations éprouvées là-bas et traduites dans notre langage musical ordinaire ».
L'œuvre est créée le 18 mai 1912 à la Société nationale de musique, salle Gaveau, sous la direction de Rhené-Baton.

## Analyse
Évocations comprend trois mouvements :
1. Les Dieux dans l'ombre des cavernes : mouvement lent dont le caractère mystérieux évoque la vision fantastique de temples souterrains[2] ; daté Tréboul, juillet 1910, et dédié à Gustave Samazeuilh[1] ;
2. La ville rose : mouvement à l'allure d'un scherzo et à l'orchestration rutilante pour évoquer les chants et les fêtes d'un Orient légendaire[2] ; daté Tréboul, septembre 1910, et dédié à Carlos de Castéra[1] ;
3. Aux bords du fleuve sacré : mouvement le plus vaste, inspiré du souvenir d'une mélopée déclamée par un fakir au bord du Gange, sorte d'hymne monotone qui célèbre dans la nuit les vertus éternelles du fleuve sacré ; surviennent ensuite le lever du jour et l'invocation sacrée au soleil sur un tutti orchestral et choral ; sur un texte de Michel Dimitri Calvocoressi[2] ; daté Bois-le-Roi, 30 juillet 1911, et dédié à Octave Maus[1].

Une exécution intégrale dure en moyenne quarante-trois, quarante-cinq minutes.
L’œuvre porte le numéro d'opus 15 et, dans le catalogue des œuvres du compositeur établi par la musicologue Nicole Labelle, le numéro L 16.

## Instrumentation
La partition est instrumentée pour grand orchestre symphonique, avec dans le troisième mouvement l'intervention de ténor, baryton, contralto et chœur mixte :
| Instrumentation d'Évocations                                                                                              |
| Bois |
| 3 flûtes (dont 1 jouant piccolo), 2 hautbois, 1 cor anglais, 2 clarinettes, 1 clarinette basse, 2 bassons, 1 contrebasson |
| Cuivres |
| 4 cors, 3 trompettes, 3 trombones, 1 tuba                                                                                 |
| Percussions |
| timbales, triangle, tam-tam, cymbales, grosse caisse, caisse roulante, jeu de timbres                                     |
| Claviers / cordes pincées                                                                                                 |
| célesta, 2 harpes |
| Cordes |
| premiers violons, seconds violons, altos, violoncelles, contrebasses                                                      |

## Discographie
- Albert Roussel Edition, CD 4, par l'Orchestre national du Capitole de Toulouse, Nathalie Stutzmann, Nicolai Gedda, José van Dam et Michel Plasson (dir.), Erato 0190295489168, 2019[6].
- par le BBC Philharmonic Orchestra, Kathryn Rudge, Alessandro Fisher, François Le Roux, CBSO Chorus et Yan Pascal Tortelier (dir.), Chandos Records CHAN 10957, 2018[7].